# Ischnura spinicauda
Ischnura spinicauda är en trollsländeart som först beskrevs av Brauer 1865.  Ischnura spinicauda ingår i släktet Ischnura och familjen dammflicksländor. Inga underarter finns listade i Catalogue of Life.